# Pekka Turunen
Pekka Turunen, född 1958 i Joensuu i Finland, är en finländsk fotograf.
Pekka Turunen studerade fotografi 1987 vid Konstindustriella högskolan i Helsingfors. Han hade sin första soloutställning med Agaist the Wall 1991 i bland annat Moskva och Nice. Han började 1984 med denna fotoserie, i vilken flertalet bilder är från Norra Karelen i östra Finland.